# Магн Деценций
Магн Деце́нций (? — 18 августа 353 года) — соправитель узурпатора Магненция, его брат.
Был отправлен Магненцием для защиты Галлии от варваров, пока сам Магненций находился на войне против императора Констанция II. Был назначен Магненцием консулом. Возможно, у него был ещё один соправитель, также брат Магненция — Дезидерий (существование последнего, правда, сомнительно). После того, как Магненций потерпел ряд неудач от войск Констанция и покончил с собой, Деценций повесился на собственной перевязи в Сенонах.